# Elezioni amministrative a San Marino del 1994
Le elezioni amministrative sammarinesi del 1994 si svolsero il 12 giugno nei 9 castelli di San Marino per l'elezione della Giunta di Castello e del Capitano di Castello.
Sono le prime elezioni con l'elezione diretta del Capitano di Castello.
Con l'entrata in vigore della legge 22/1994 sono stati anche ridotti i membri delle Giunte di Castello:
- 7 membri per i Castelli con popolazione fino a 2.000 abitanti
- 9 membri per i Castelli con popolazione pari o superiore a 2.000 abitanti.

## Elezioni del 12 giugno 1994
Acquaviva
Totale seggi scrutinati
|                | Valore | Percentuale |
| -------------- | ------ | ----------- |
| Iscritti       | 890    |             |
| Votanti        | 723    | 81,24%      |
| Schede nulle   | 23     | 3,18%       |
| Schede bianche | 28     | 3,87%       |
| Voti validi    | 672    | 92,95%      |

| Candidati | Candidati                    | Voti | %     | Seggi |
| --------- | ---------------------------- | ---- | ----- | ----- |
|           | Graziano Tabarrini (Lista B) | 363  | 54,02 | 4     |
|           | Ezio Francioni (Lista A)     | 309  | 45,98 | 3     |

Borgo Maggiore
Totale seggi scrutinati
|                | Valore | Percentuale |
| -------------- | ------ | ----------- |
| Iscritti       | 3.703  |             |
| Votanti        | 2.807  | 75,80%      |
| Schede nulle   | 240    | 8,55%       |
| Schede bianche | 146    | 5,20%       |
| Voti validi    | 2.421  | 86,25%      |

| Candidati | Candidati                        | Voti  | %     | Seggi |
| --------- | -------------------------------- | ----- | ----- | ----- |
|           | Felice Angelo Biglioli (Lista A) | 1.447 | 59,77 | 7     |
|           | Riccardo Venturini (Lista B)     | 974   | 40,23 | 2     |

Chiesanuova
Totale seggi scrutinati
|                | Valore | Percentuale |
| -------------- | ------ | ----------- |
| Iscritti       | 554    |             |
| Votanti        | 467    | 84,3%       |
| Schede nulle   | 25     | 5,35%       |
| Schede bianche | 13     | 2,78%       |
| Voti validi    | 429    | 91,86%      |

| Candidati | Candidati                  | Voti | %     | Seggi |
| --------- | -------------------------- | ---- | ----- | ----- |
|           | Davide Giardi (Lista B)    | 307  | 71,56 | 5     |
|           | Giuseppe Fantini (Lista A) | 122  | 28,44 | 2     |

Domagnano
Totale seggi scrutinati
|                | Valore | Percentuale |
| -------------- | ------ | ----------- |
| Iscritti       | 1.597  |             |
| Votanti        | 1.345  | 84,22%      |
| Schede nulle   | 122    | 9,07%       |
| Schede bianche | 55     | 4,09%       |
| Voti validi    | 1.168  | 86,84%      |

| Candidati | Candidati                        | Voti | %     | Seggi |
| --------- | -------------------------------- | ---- | ----- | ----- |
|           | Giuseppe (Joe) Moretti (Lista A) | 706  | 60,45 | 5     |
|           | Antonio Macina (Lista B)         | 462  | 39,55 | 4     |

Faetano
Totale seggi scrutinati
|                | Valore | Percentuale |
| -------------- | ------ | ----------- |
| Iscritti       | 585    |             |
| Votanti        | 482    | 82,39%      |
| Schede nulle   | 36     | 7,47%       |
| Schede bianche | 10     | 2,07%       |
| Voti validi    | 436    | 90,46%      |

| Candidati | Candidati                       | Voti | %     | Seggi |
| --------- | ------------------------------- | ---- | ----- | ----- |
|           | Maria Katia Savoretti (Lista A) | 270  | 61,93 | 4     |
|           | Massimiliano Gianni (Lista B)   | 166  | 38,07 | 3     |

Fiorentino
Totale seggi scrutinati
|                | Valore | Percentuale |
| -------------- | ------ | ----------- |
| Iscritti       | 1.243  |             |
| Votanti        | 1.066  | 85,76%      |
| Schede nulle   | 45     | 4,22%       |
| Schede bianche | 28     | 2,63%       |
| Voti validi    | 993    | 93,15%      |

| Candidati | Candidati                      | Voti | %     | Seggi |
| --------- | ------------------------------ | ---- | ----- | ----- |
|           | Stefano Fiorini (Lista A)      | 500  | 50,35 | 4     |
|           | Pier Marino Paoletti (Lista B) | 493  | 49,65 | 3     |

Montegiardino
Totale seggi scrutinati
|                | Valore | Percentuale |
| -------------- | ------ | ----------- |
| Iscritti       | 467    |             |
| Votanti        | 396    | 84,80%      |
| Schede nulle   | 52     | 13,13%      |
| Schede bianche | 22     | 5,56%       |
| Voti validi    | 322    | 81,31%      |

| Candidati | Candidati                     | Voti | %     | Seggi |
| --------- | ----------------------------- | ---- | ----- | ----- |
|           | Paolo Bollini (Lista B)       | 226  | 70,19 | 4     |
|           | Gualtiero Gasperoni (Lista A) | 96   | 29,81 | 3     |

Città di San Marino
Totale seggi scrutinati
|                | Valore | Percentuale |
| -------------- | ------ | ----------- |
| Iscritti       | 3.288  |             |
| Votanti        | 2.551  | 77,59%      |
| Schede nulle   | 233    | 9,13%       |
| Schede bianche | 82     | 3,21%       |
| Voti validi    | 2.236  | 87,65%      |

| Candidati | Candidati                             | Voti  | %     | Seggi |
| --------- | ------------------------------------- | ----- | ----- | ----- |
|           | Giulietta Romea della Balda (Lista A) | 1.265 | 55,15 | 5     |
|           | Miriam Farinelli (Lista B)            | 971   | 43,23 | 4     |

Serravalle
Totale seggi scrutinati
|                | Valore | Percentuale |
| -------------- | ------ | ----------- |
| Iscritti       | 5.546  |             |
| Votanti        | 4.537  | 81,81%      |
| Schede nulle   | 487    | 10,73%      |
| Schede bianche | 151    | 3,33%       |
| Voti validi    | 3.899  | 85,94%      |

| Candidati | Candidati                        | Voti  | %     | Seggi |
| --------- | -------------------------------- | ----- | ----- | ----- |
|           | Alfredo Zonzini (Lista B)        | 2.084 | 53,45 | 5     |
|           | Gian Battista Silvagni (Lista A) | 1.815 | 46,55 | 4     |